# Isopora cylindrica
Isopora cylindrica là một loài san hô trong họ Acroporidae. Loài này được Veron & Fenner mô tả khoa học năm 2000.